# Tichý Potok
Tichý Potok (hist. węg. Csendespatak, hist. niem. Stellbach) – wieś (obec) na Słowacji, w kraju preszowskim, w powiecie Sabinov. Pierwsza wzmianka o miejscowości pochodzi z 1427 roku.